# Athetis pellicea
Athetis pellicea là một loài bướm đêm trong họ Noctuidae.